# Tochinoshin Tsuyoshi
Tochinoshin Tsuyoshi Tsuyoshi, nato = Levan Gorgadze (in georgiano ლევან გორგაძე?, 栃ノ心 剛?; Mtskheta, 13 ottobre 1987), è un lottatore di sumo georgiano.

## Carriera
È membro della heya Kasugano e ha fatto il suo debutto professionale nel marzo 2006. Ha raggiunto la prima divisione di makuuchi appena due anni dopo, nel maggio 2008. Il suo ranking più alto è quello di ōzeki. Dopo una lunga pausa a causa di un infortunio, è ritornato a gareggiare nel ranking di makushita 55 nel marzo 2014, registrando quattro campionati di fila nelle divisioni più basse mentre tornava alla massima divisione nel novembre 2014. Ha undici premi speciali (sansho), oltre a due kinboshi (o stelle d'oro) per aver sconfitto degli yokozuna. Nel gennaio 2018 ha vinto il suo primo campionato yūshō.
Si è ritirato il 20 marzo 2023 a causa di problemi alla spalla.